# Patrick Brown (hockey sur glace)
Pour les articles homonymes, voir Patrick Brown et Brown.
Patrick Brown (né le 29 mai 1992 à Bloomfield Hills dans l'État du Michigan aux États-Unis) est un joueur professionnel américain de hockey sur glace. Il évolue au poste de centre.

## Biographie

### Carrière en club
Il a évolué au niveau universitaire avec les Eagles de Boston College de 2010 à 2014. En avril 2014, il signe comme agent libre avec les Hurricanes de la Caroline. C'est avec cette même équipe qu'il fait ses débuts professionnels dans la Ligue nationale de hockey lors de la 2014-2015, mais passe la majorité de la saison dans la Ligue américaine de hockey avec les Checkers de Charlotte, franchise affiliée aux Hurricanes. Il évolue majoritairement dans la LAH jusqu'en 2021 alors qu'il se joint aux Flyers de Philadelphie.
Le 3 mars 2023, à la date limite des transactions, Brown passe aux Sénateurs d'Ottawa dans un échange qui rapporte un choix de 6e ronde en 2023 aux Flyers.

### Carrière internationale
Il représente les États-Unis au niveau international.

## Vie personnelle
Son père, Douglas, et son oncle, Greg, ont également été des joueurs de hockey professionnels et ont joué dans la LNH.

## Statistiques

### En club
| Saison     | Équipe                      | Ligue       |     | Saison régulière | Saison régulière | Saison régulière | Saison régulière | Saison régulière |   | Séries éliminatoires | Séries éliminatoires | Séries éliminatoires | Séries éliminatoires | Séries éliminatoires |
| Saison     | Équipe                      | Ligue       | PJ  | B                | A                | Pts              | Pun              | PJ               | B | A                    | Pts                  | Pun                  |                      |                      |
| 2010-2011  | Boston College              | Hockey East | 29  | 0                | 1                | 1                | 8                | -                | - | -                    | -                    | -                    |                      |                      |
| 2011-2012  | Boston College              | Hockey East | 13  | 1                | 0                | 1                | 6                | -                | - | -                    | -                    | -                    |                      |                      |
| 2012-2013  | Boston College              | Hockey East | 38  | 5                | 6                | 11               | 14               | -                | - | -                    | -                    | -                    |                      |                      |
| 2013-2014  | Boston College              | Hockey East | 40  | 15               | 15               | 30               | 30               | -                | - | -                    | -                    | -                    |                      |                      |
| 2014-2015  | Hurricanes de la Caroline   | LNH         | 7   | 0                | 0                | 0                | 4                | -                | - | -                    | -                    | -                    |                      |                      |
| 2014-2015  | Checkers de Charlotte       | LAH         | 60  | 2                | 8                | 10               | 34               | -                | - | -                    | -                    | -                    |                      |                      |
| 2015-2016  | Checkers de Charlotte       | LAH         | 70  | 13               | 12               | 25               | 29               | -                | - | -                    | -                    | -                    |                      |                      |
| 2015-2016  | Hurricanes de la Caroline   | LNH         | 7   | 1                | 1                | 2                | 4                | -                | - | -                    | -                    | -                    |                      |                      |
| 2016-2017  | Checkers de Charlotte       | LAH         | 66  | 12               | 16               | 28               | 45               | 5                | 1 | 0                    | 1                    | 0                    |                      |                      |
| 2016-2017  | Hurricanes de la Caroline   | LNH         | 14  | 0                | 0                | 0                | 0                | -                | - | -                    | -                    | -                    |                      |                      |
| 2017-2018  | Checkers de Charlotte       | LAH         | 68  | 7                | 20               | 27               | 61               | 8                | 1 | 2                    | 3                    | 0                    |                      |                      |
| 2018-2019  | Hurricanes de la Caroline   | LNH         | -   | -                | -                | -                | -                | 8                | 0 | 0                    | 0                    | 0                    |                      |                      |
| 2018-2019  | Checkers de Charlotte       | LAH         | 70  | 19               | 16               | 35               | 32               | 11               | 5 | 5                    | 10                   | 18                   |                      |                      |
| 2019-2020  | Golden Knights de Vegas     | LNH         | 1   | 1                | 0                | 1                | 0                | 2                | 1 | 0                    | 1                    | 0                    |                      |                      |
| 2019-2020  | Wolves de Chicago           | LAH         | 60  | 7                | 14               | 21               | 26               | -                | - | -                    | -                    | -                    |                      |                      |
| 2020-2021  | Silver Knights de Henderson | LAH         | 9   | 3                | 5                | 8                | 4                | -                | - | -                    | -                    | -                    |                      |                      |
| 2020-2021  | Golden Knights de Vegas     | LNH         | 4   | 0                | 0                | 0                | 2                | 12               | 2 | 0                    | 2                    | 0                    |                      |                      |
| 2021-2022  | Flyers de Philadelphie      | LNH         | 44  | 4                | 5                | 9                | 11               | -                | - | -                    | -                    | -                    |                      |                      |
| 2022-2023  | Flyers de Philadelphie      | LNH         | 43  | 2                | 5                | 7                | 17               | -                | - | -                    | -                    | -                    |                      |                      |
| 2022-2023  | Sénateurs d'Ottawa          | LNH         | 18  | 2                | 3                | 5                | 27               | -                | - | -                    | -                    | -                    |                      |                      |
| 2023-2024  | Bruins de Boston            | LNH         | 11  | 0                | 1                | 1                | 2                | 1                | 0 | 0                    | 0                    | 2                    |                      |                      |
| 2023-2024  | Bruins de Providence        | LAH         | 42  | 11               | 21               | 32               | 6                | 3                | 1 | 2                    | 3                    | 0                    |                      |                      |
| Totaux LNH | Totaux LNH                  | Totaux LNH  | 149 | 10               | 15               | 25               | 67               | 23               | 3 | 0                    | 3                    | 2                    |                      |                      |

### En équipe nationale
| Année | Compétition          |   | PJ | B | A | Pts | Pun | +/-             |  | Résultat |
| 2023  | Championnat du monde | 7 | 0  | 1 | 1 | 2   | -1  | Quatrième place |  |          |